# Sophia Kianni
Sophia Kianni (nascida em 13 de dezembro de 2001) é uma activista climática americana especializada em mídia e estratégia. Ela é a fundadora e directora executiva da Climate Cardinals, uma organização internacional sem fins lucrativos liderada por jovens que trabalha para traduzir informações sobre as mudanças climáticas em mais de 100 idiomas. Ela representa os Estados Unidos como o membro mais jovem do Grupo Consultivo para Jovens do Secretário-Geral das Nações Unidas sobre Mudanças Climáticas. Ela também trabalha como estratega nacional para a Fridays for Future, é porta-voz internacional da Extinction Rebellion e é coordenadora de parcerias nacionais para This is Zero Hour.

## Activismo
Kianni interessou-se pelo activismo climático enquanto cursava o ensino médio em Teerão, quando numa noite as estrelas foram obscurecidas pela poluição, e "foi um sinal de que nosso mundo está a aquecer a um ritmo assustador". Mais tarde, ela juntou-se ao grupo de Greta Thunberg, Fridays for Future, e tiraria um dia das aulas para apoiar acções sobre a mudança climática.  Ela ajudou a organizar a greve climática da Black Friday de 2019. Em 2019, ela era uma estratega nacional do Fridays for Future e coordenadora de parcerias nacionais da Zero Hour, um grupo de defesa ambiental.
Em novembro de 2019, Kianni faltou à escola para juntar-se a um grupo de manifestantes organizado pela Extinction Rebellion (XR), que pretendia realizar uma greve de fome de uma semana e ocupar-se em Washington, D.C., no gabinete da presidente da Câmara dos Representates, Nancy Pelosi, exigindo que ela falasse com eles por uma hora sobre as mudanças climáticas. Localmente, havia cerca de uma dúzia de participantes; aos 17 anos, Kianni era a mais jovem e uma das duas mulheres. Kianni não era membro do XR e apenas participou no primeiro dia do protesto, mas deu um discurso preparado e entrevistas à imprensa, e continuou a greve de fome remotamente. Kianni escreveu sobre a sua participação no protesto pela Teen Vogue. Em fevereiro de 2020, Kianni foi nomeada porta-voz da Extinction Rebellion.
Na primavera de 2020, o activismo físico de Kianni foi restringido pelo encerramento das escolas e requisitos de distanciamento social devido à pandemia COVID-19, e as suas palestras pagas programadas em faculdades incluindo a Stanford University, Princeton University e Duke University foram adiadas. Contudo Kianni pôde continuar com o seu activismo remotamente, com sua palestra na Michigan Technological University. Além disso, Kianni decidiu acelerar o desenvolvimento de um site planeado, Climate Cardinals, que traduziria informações sobre mudanças climáticas para diferentes idiomas.
Em julho de 2020, Kianni foi nomeada pelo Secretário-Geral das Nações Unidas, António Guterres, para o seu novo Grupo Consultivo para Jovens sobre as Alterações Climáticas, um grupo de sete jovens líderes do clima para o aconselhar sobre a acção para a crise climática. Kianni era a mais jovem do grupo, que variava de 18 a 28 anos. Ela foi a única representante dos Estados Unidos, e também a única representante do Médio Oriente e do Irão.

## Prêmios e reconhecimentos
- 2023 - 100 mulheres mais inspiradoras do mundo pela BBC.[18]
- 2020 - Motherboard 20 Humans of 2020 da revista Vice, por ser a representante dos Estados Unidos para o Grupo Consultivo de Jovens das Nações Unidas sobre Mudanças Climáticas e por iniciar o Climate Cardinals.[16][19][20]